# Hansjörg Swetina

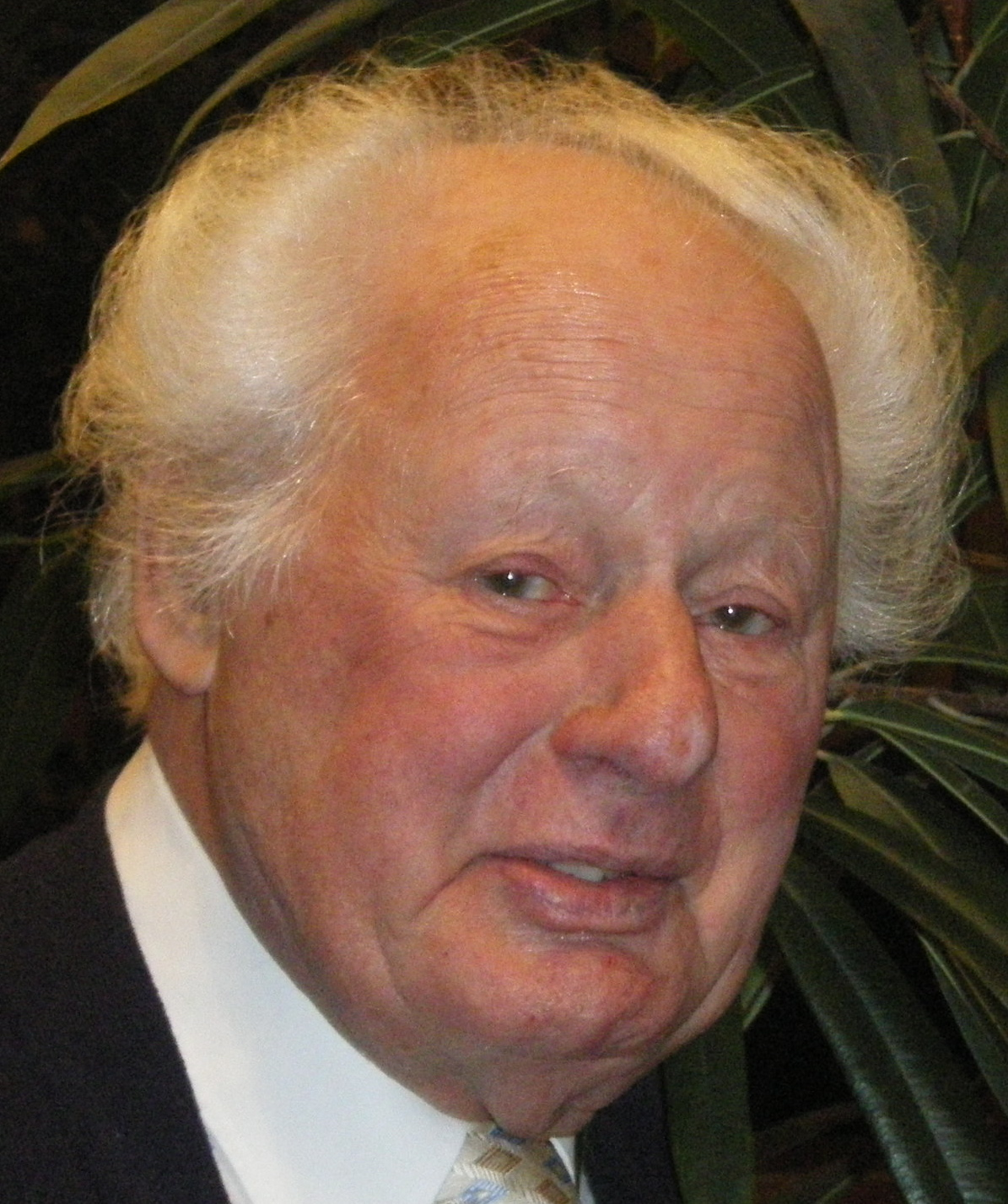
Hansjörg Swetina

Hansjörg Swetina (* 28. November 1923 in Graz; † 1. November 2018 in Baden bei Wien) war ein österreichischer Graphiker, Designer und Maler. Er wurde vor allem bekannt durch seine Aquarelle der Südsteiermark sowie durch die naive Malereien, in denen er zusammen mit seiner Frau Annelott Swetina vom Leben der Bauern in der Südsteiermark erzählt.

## Leben
Geboren wurde er am 28. November 1923 in Graz als Sohn des Bahn- und Strassenbauingenieurs Alois Swetina und dessen Frau Berta (geb. Stucki).
Swetina besuchte eine Volksschule in Graz, danach ein Gymnasium in Graz und Traiskirchen.
1941 Matura in Traiskirchen, anschließend Kriegsdienst und 1945 die Rückkehr aus der Gefangenschaft.
Nach dem Krieg in Graz leistete er Mitarbeit an der Gestaltung des ersten österreichischen Zeichentrickfilms als Zeichner.
1947–51 folgte ein Studium in Wien an der Graphischen Lehr- und Versuchsanstalt, dort lernte er auch seine spätere Frau Annelott (geb. Malcher) kennen.
1951–54 erhielt Swetina eine Anstellung bei der Wiener Verlagsanstalt. Er beteiligte sich am grafischen Aufbau der Wiener Illustrierte, Die Kinderpost sowie einer Tätigkeit im Bergland Verlag und in den drei Elbemühl-Druckereien des Fürst-Liechtenstein-Konzerns. Danach stieg er ins Werbegeschäft ein, feierte erste Erfolge im Industrial Design.
1953 heiratete er seine Studienkollegin Annelott. Es erfolgte die Geburt des ersten Sohnes Jörg, weitere Kinder Barbara und Martin folgten 1955 und 1957.
Im selben Jahr machte Swetina sich selbständig und gründet mit Annelott und Otto Stefferl das Graphische Atelier „Kleeblatt“ in Wien.
Ab 1954 war er für österreichische und internationale Großunternehmen tätig (u. a. Stickstoffwerke Linz, Österreichisches Verkehrsbüro, Nestlé, Maggi (Schweiz), Verband der E-Werke). 1958 löste sich das Atelier „Kleeblatt“ auf.
Neben der graphischen Werbung (Plakate, Inserate, Messegestaltung) bildete das Industrial Design einen Schwerpunkt für Hansjörg Swetina. Er war der Designer der sehr erfolgreichen Radioserie "Trixi" der österreichischen Marke HEA und entwarf Plattenspieler der Schweizer Firma Lenco. Zugleich entwickelte Swetina auch die entsprechenden Werbestrategien, gestaltete Inlands- und Auslandsmessen, die dazugehörigen Foto- und Filmaufnahmen und graphischen Arbeiten.
In den 1970er Jahren zog sich Swetina jedoch mehr und mehr aus der Werbegraphik zurück. Durch das Aufkommen der Werbeagenturen wurde die Arbeit unpersönlicher und ein kultureller Anspruch oder künstlerisches Engagement wurde nicht mehr erwartet.

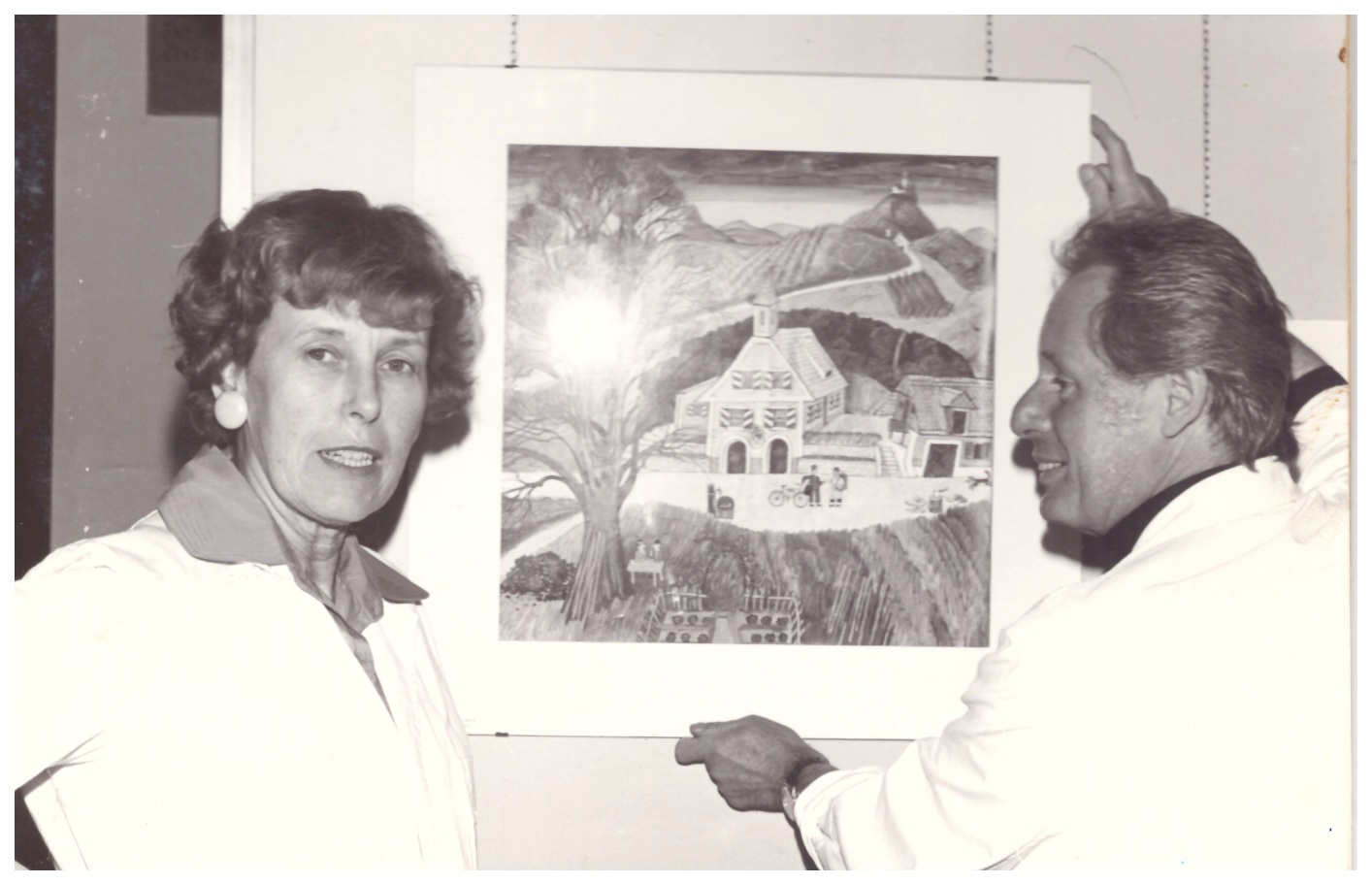
Das Maler-Ehepaar Annelott und Hansjörg Swetina

Das Ehepaar Swetina hatte in der Südsteiermark ein Haus gekauft und Hansjörg Swetina – später auch Annelott – arbeiteten als freischaffende Künstler.
Swetina hielt die Landschaft und die Menschen der Südsteiermark in Aquarellen fest und lebte vom Verkauf der Bilder.
Annelott hatte Erfolg mit ihrer Naiven Malerei, die sie nach einem Besuch bei Ivan Generalic in Slowenien für sich entdeckte.
Beide veranstalteten jährlich mehrere Ausstellungen ihrer Werke, außerdem wurden Kalender für den Steirischen Weinbau aufgelegt.
1975 Verleihung des Titels „Professor“ durch den Bundespräsidenten.
Von 1983 bis 2000 war Hansjörg Swetina Präsident des Zentralverbands der Berufsvereinigung der bildenden Künstler Österreichs. 2001 wurde er von der Berufsvereinigung mit deren Ehrenpräsidentschaft auf Lebenszeit ausgezeichnet.
2000 erbte Ehefrau Annelott ein Haus in Baden bei Wien und die Swetinas übersiedelten nach Baden. In dieser Zeit entstand der großformatige Bildband Die Jahreszeiten – Das grosse Bilderbuch über die Lebensfreud im Steirischen Weinland. 2011 starb Annelott infolge eines Unfalls mit dem Rad. Nach Annelotts Tod arbeitete Hansjörg weiter an seinem letzten Buch Im Mittelpunkt aber stand der Mensch, das die Entwicklung der Gebrauchsgraphik in Österreich nach 1950 beschreibt.
2018 starb Hansjörg Swetina in Baden.

## Schaffen
- Für die Wiener Verlagsanstalt graphischen Ausbau der Wiener Illustrierten und der Kinderpost
- Inserate, Plakate und Messegestaltung für die Post, die Milchwerbung, Öst. Fremdenverkehrswerbung, Stickstoffwerke Linz, Nestlé, Maggi (Schweiz), Verband der E-Werke etc.

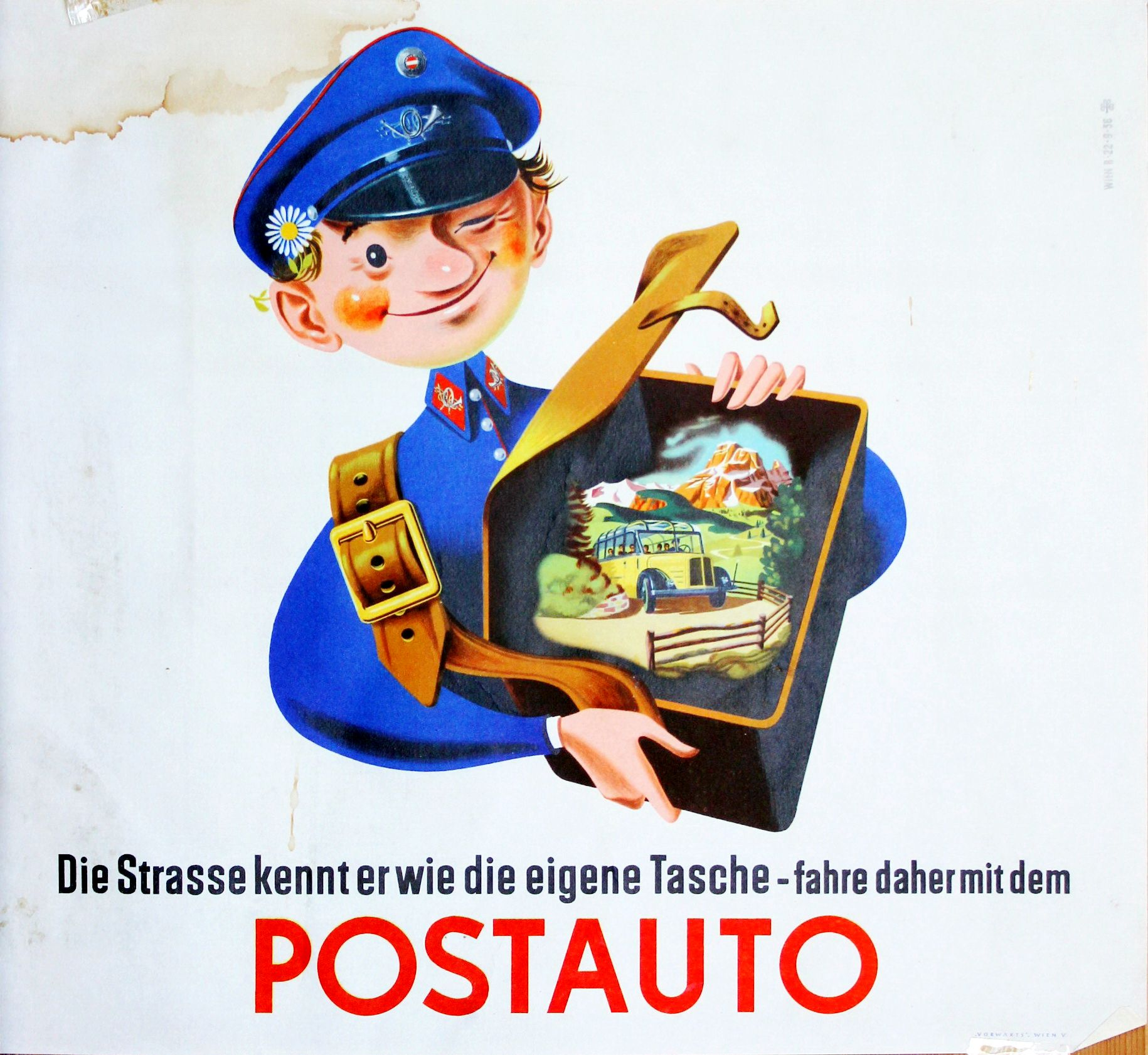
Hansjörg Swetina (etwa 1957) unveröffentlichtes Sujet für die Werbung der Österreichischen Post
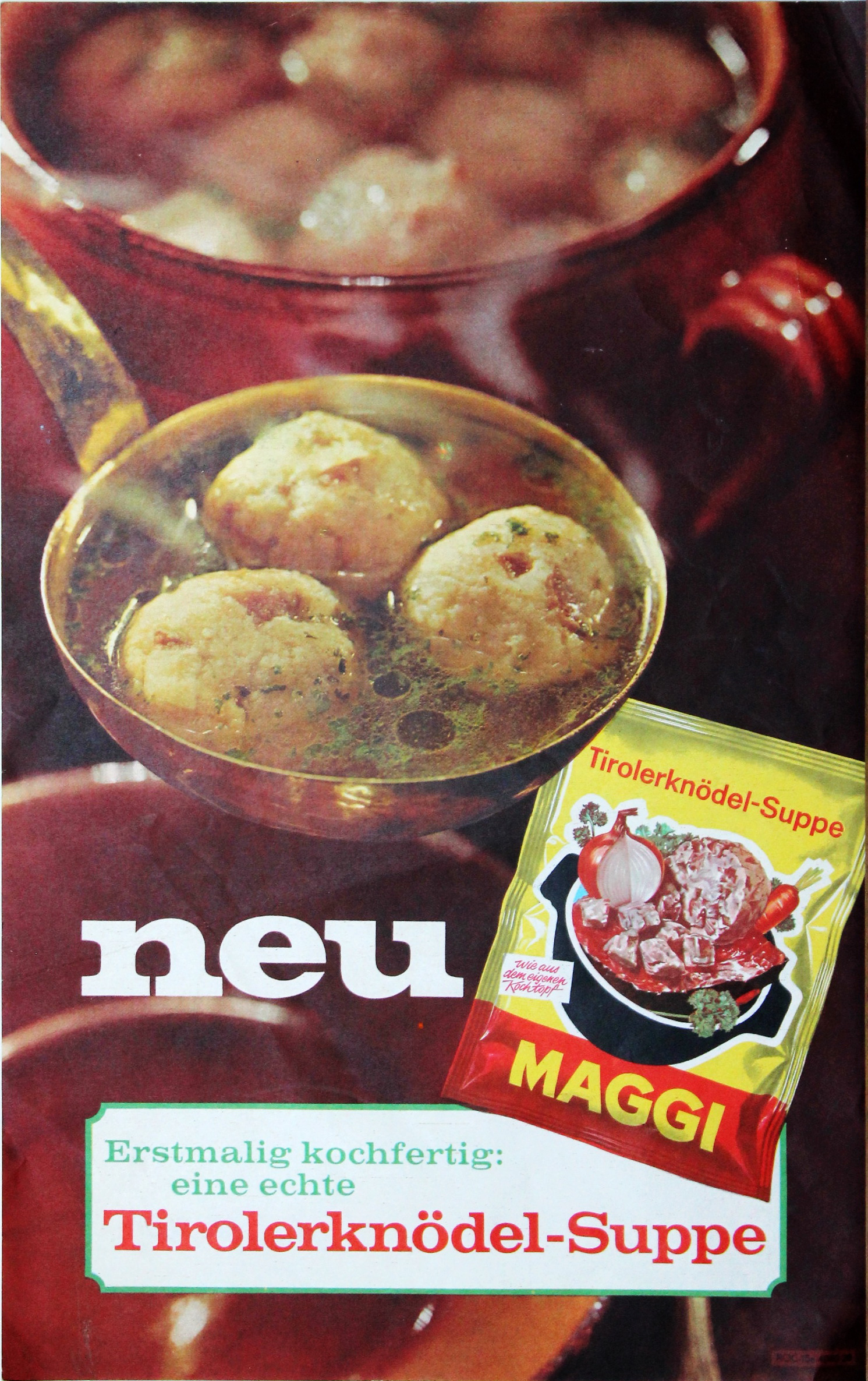
Maggi Entwurf von Hansjörg Swetina
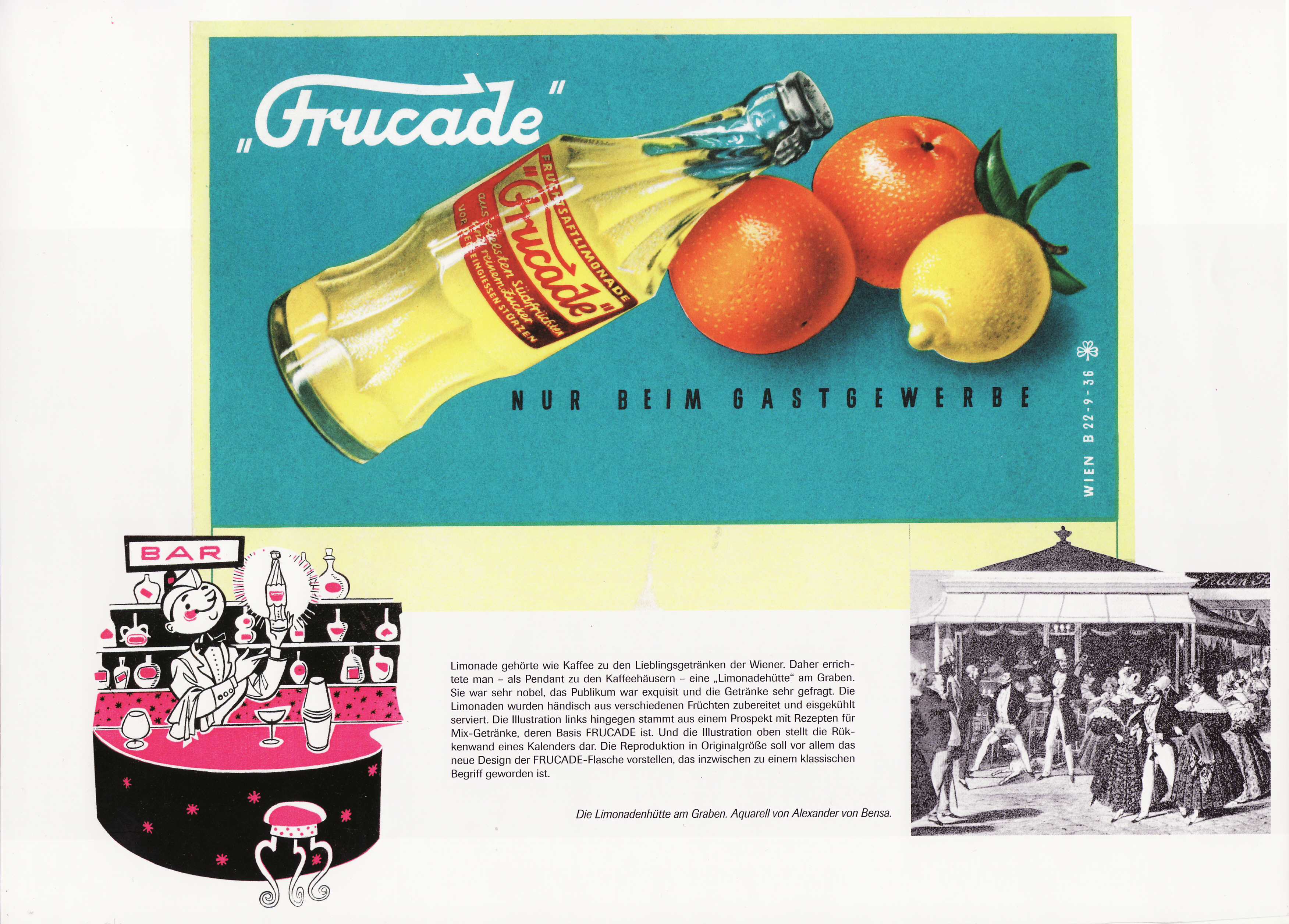
Frucade Werbung
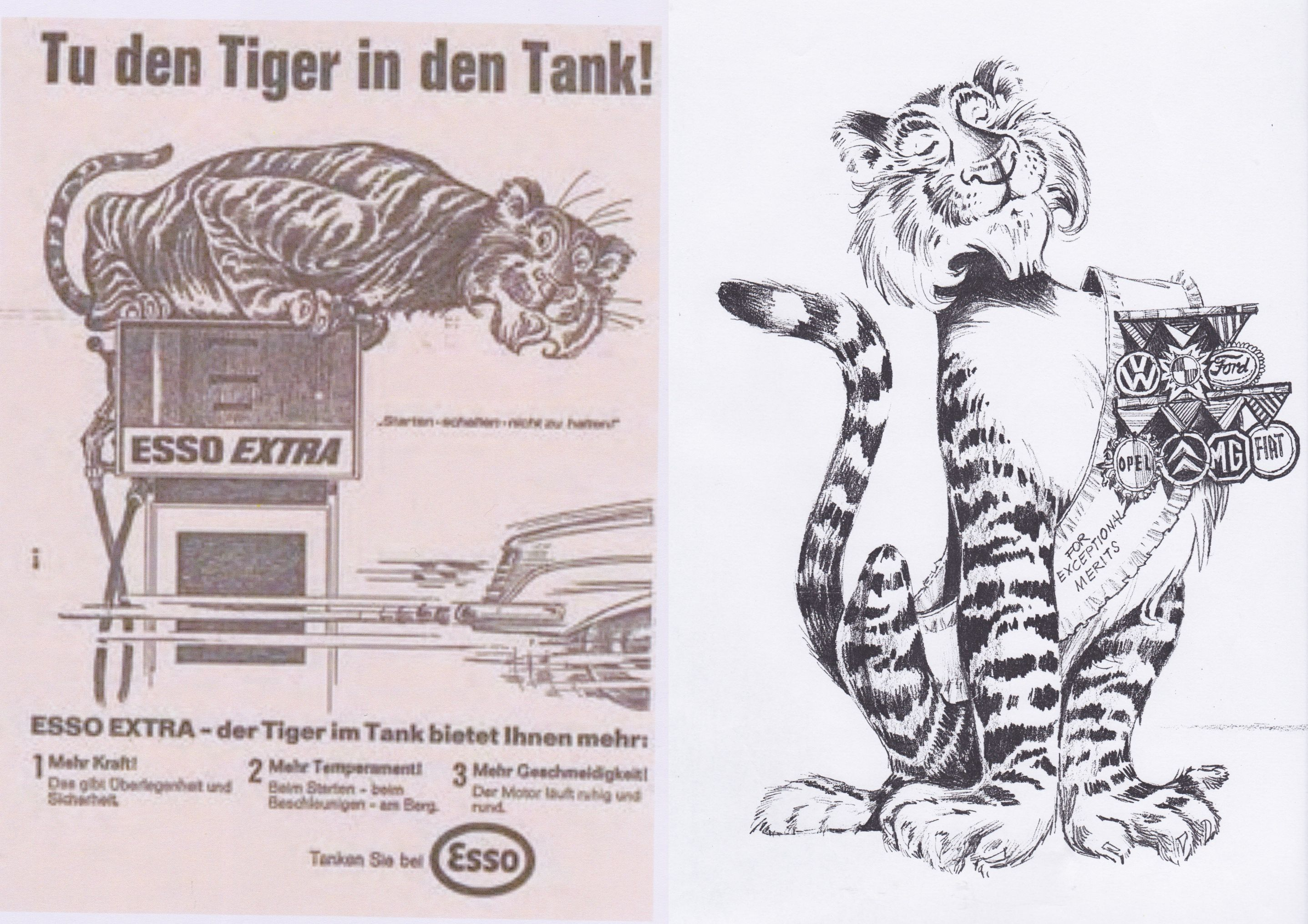
ESSO – Europäische Version des „Tiger im Tank“
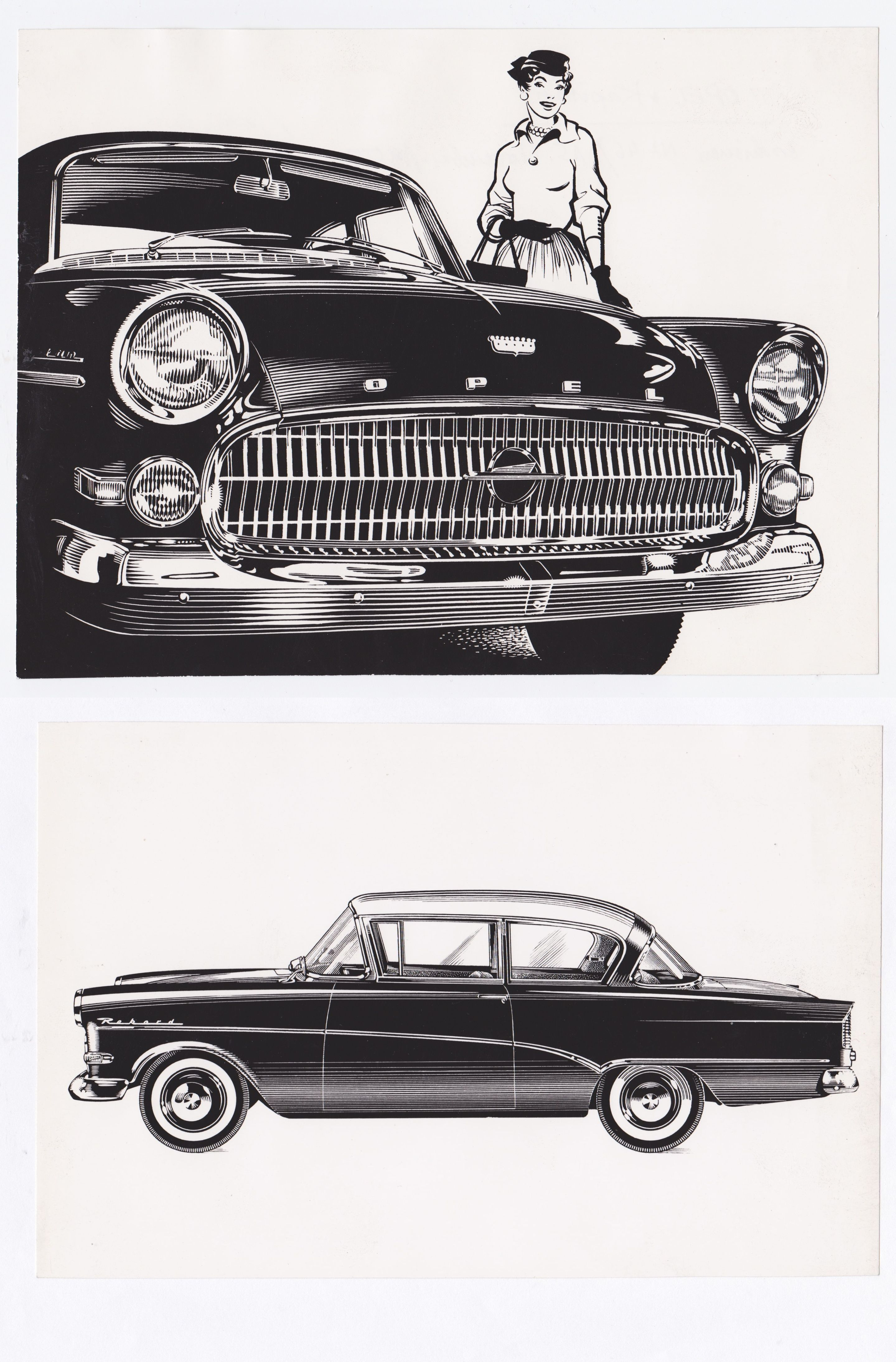
Werbung für Opel

- Industrial Design für HEA (Österreichische Radioapparate) und Lenco (Schweizer Schallplattenspieler)

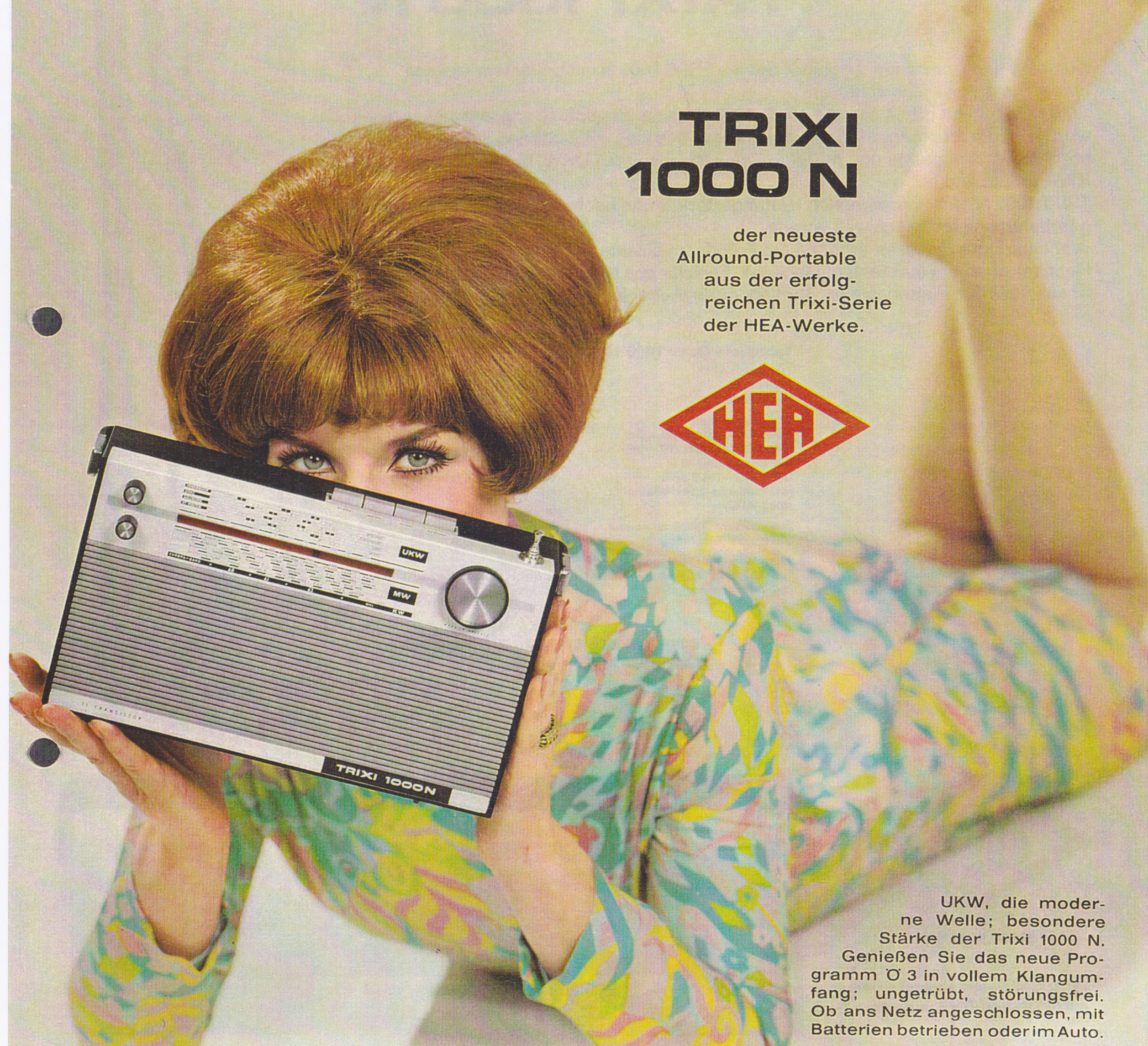
Die „Trixi“ – ein sehr erfolgreiches Radio
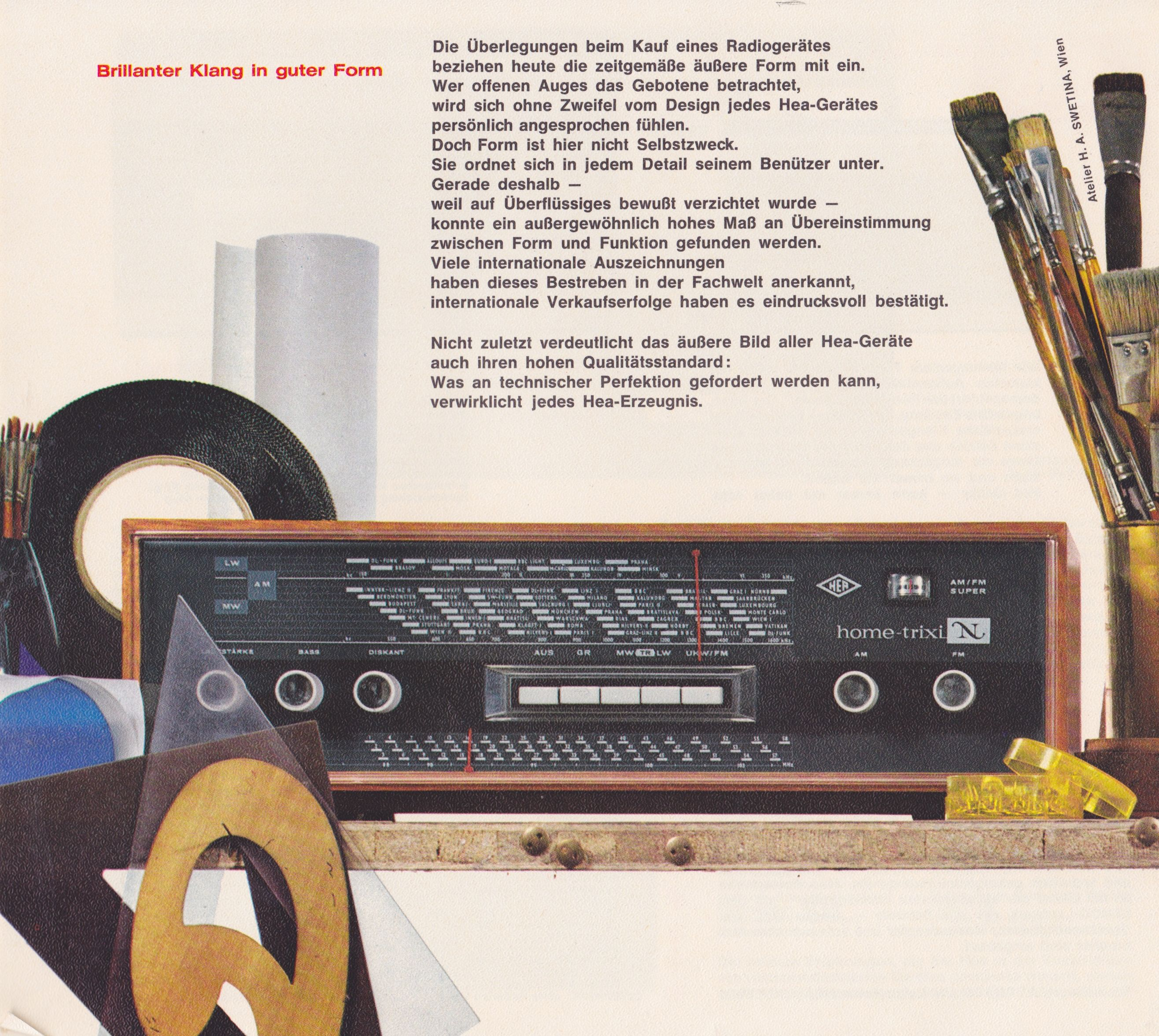
Ein anderes Gerät aus der „Trixi“-Serie von HEA
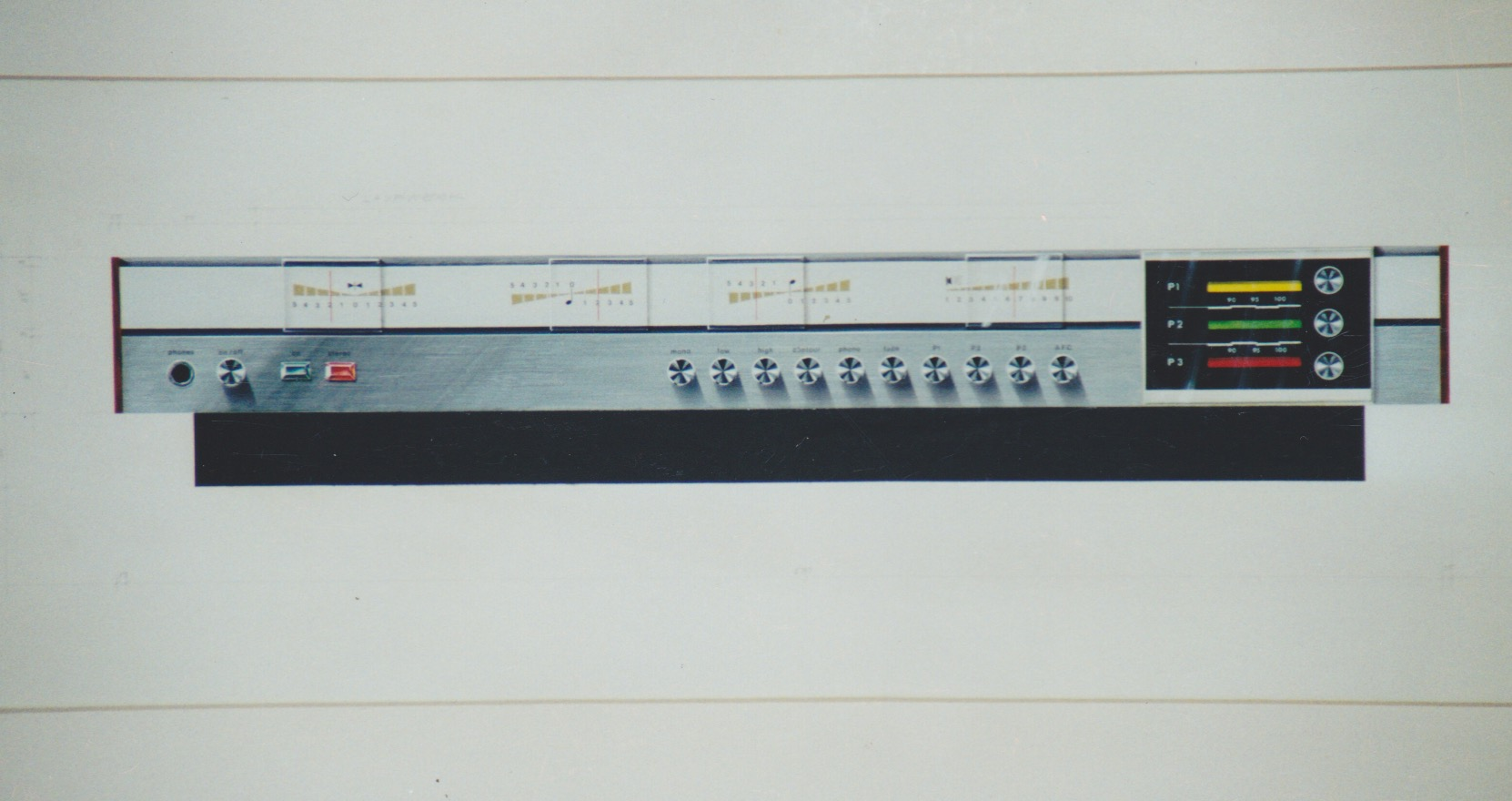
Ein Tuner von HEA
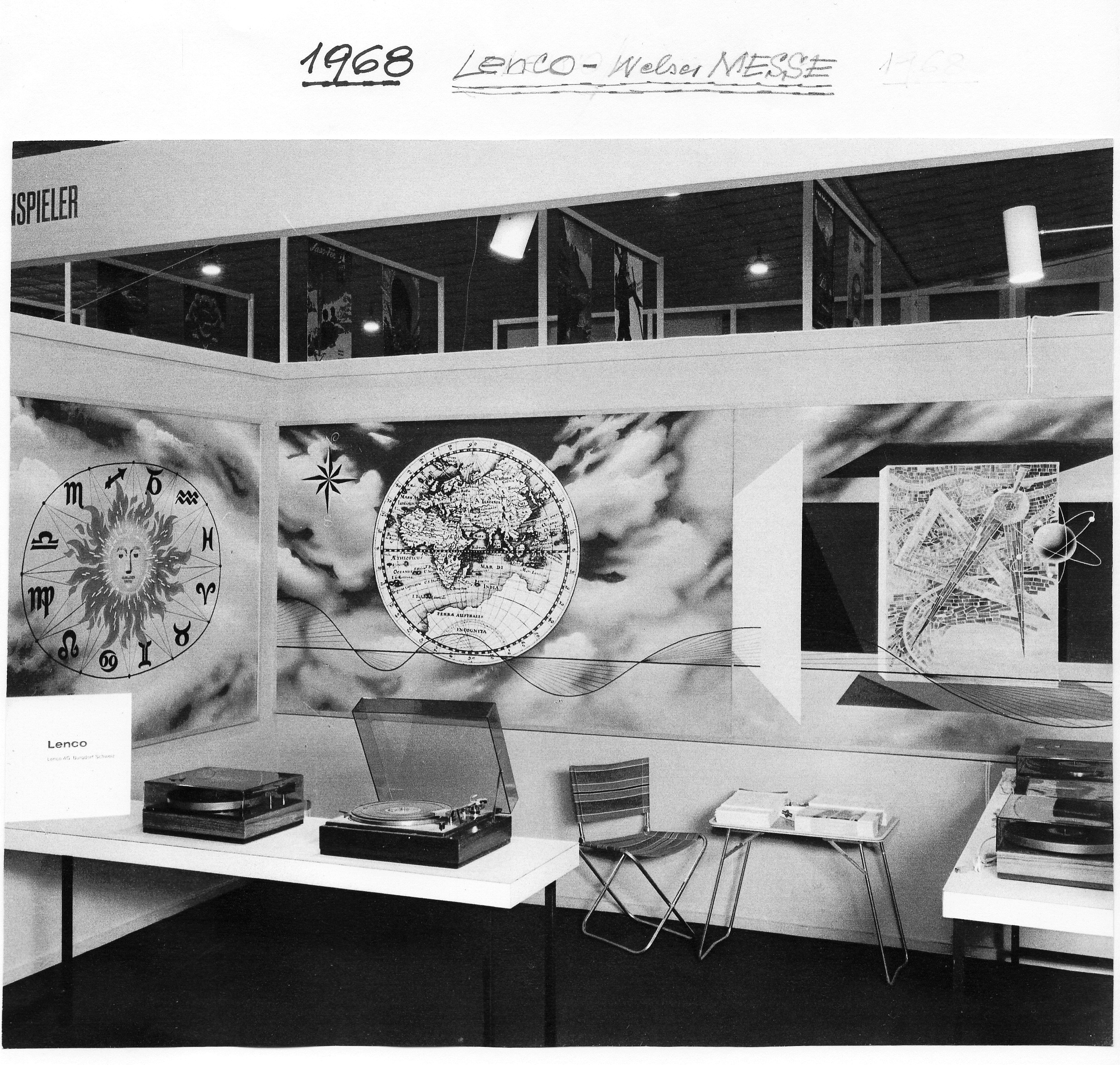
Messestand für Lenco Plattenspieler

- Als freischaffender Künstler malt Hansjörg Swetina hauptsächlich Aquarelle. Diese zeigen vor allem die Landschaft und Architektur der Südsteiermark. Zusammen mit seiner Frau Annelott entstehen Gouachen, die im naiven Stil das Leben der Menschen in der Südsteiermark dokumentieren.

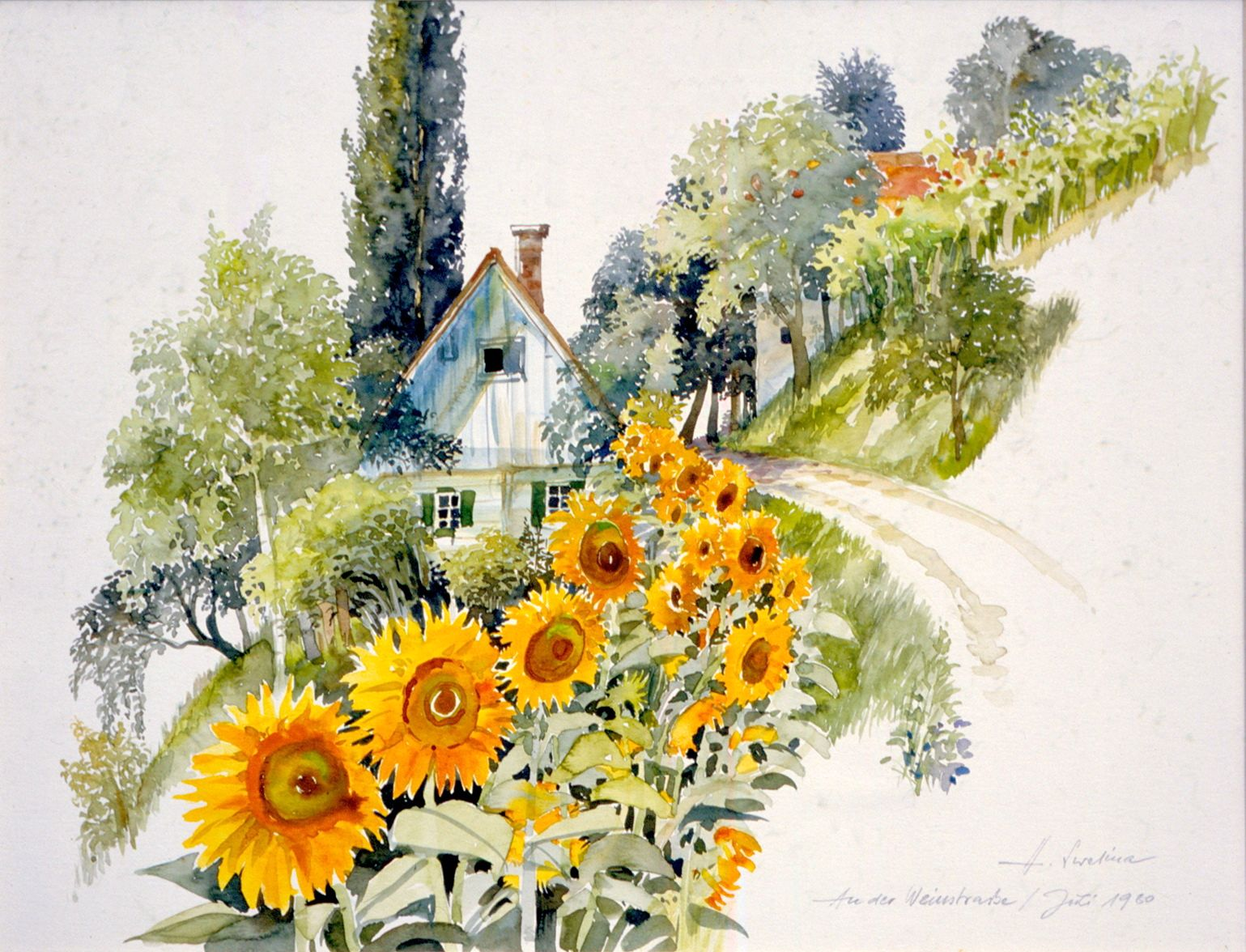
Aquarell von Hansjörg Swetina: Sonnenblumen an der Weinstraße
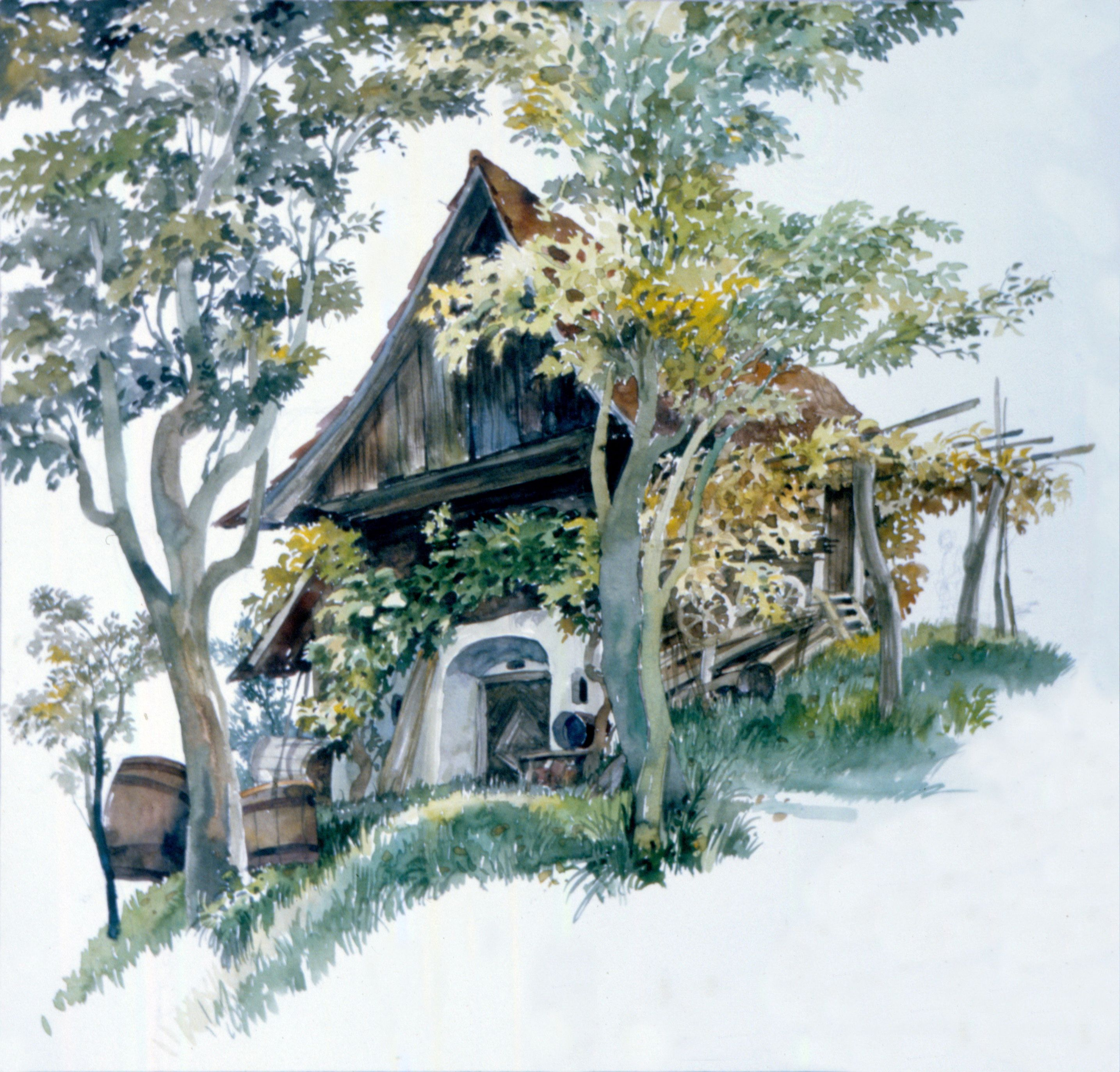
Aquarell von Hansjörg Swetina: Stöckl in Untergreith
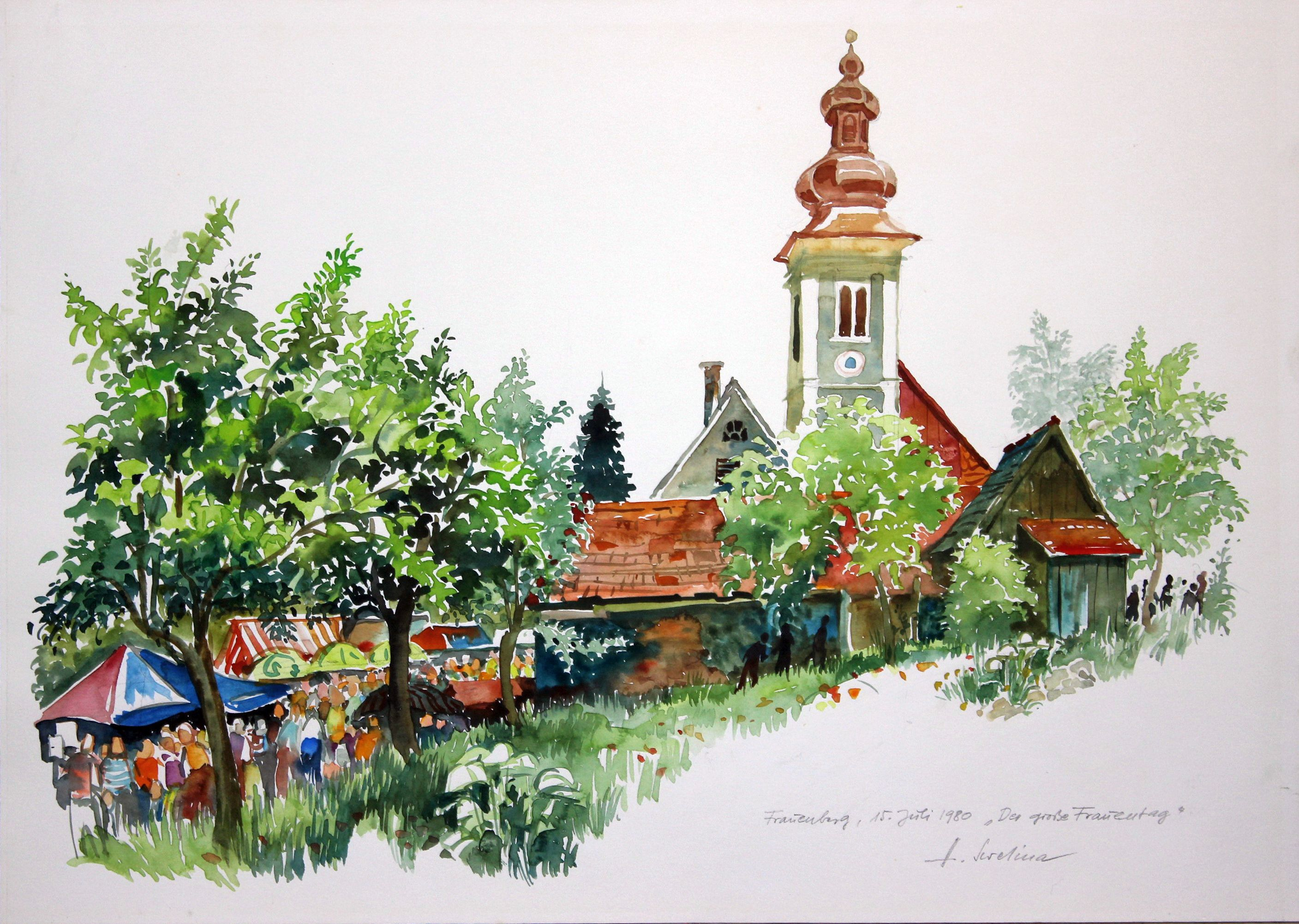
Aquarell von Hansjörg Swetina: Frauenberg – Der grosse Frauentag
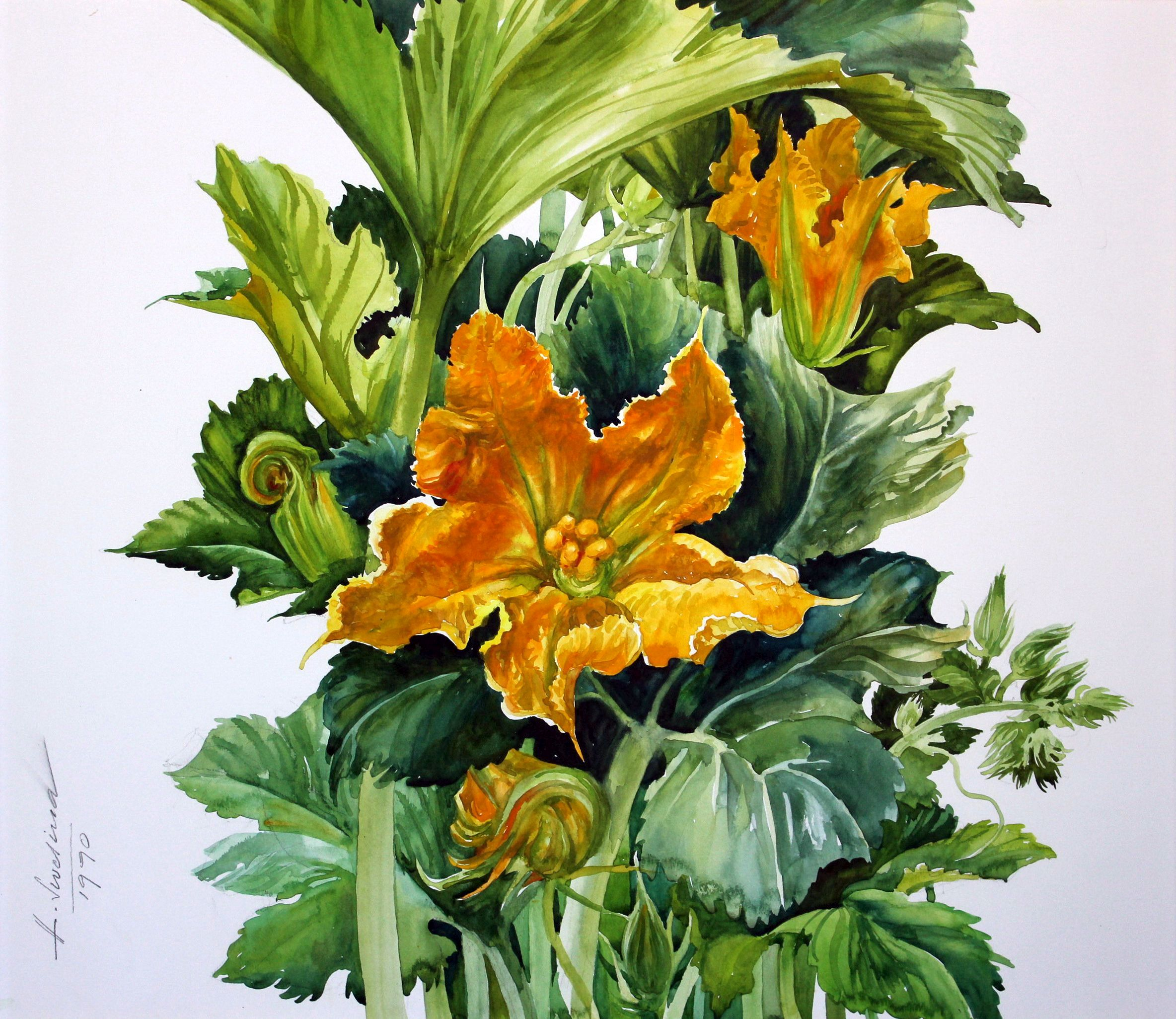
Aquarell von Hansjörg Swetina: Kürbisblüte
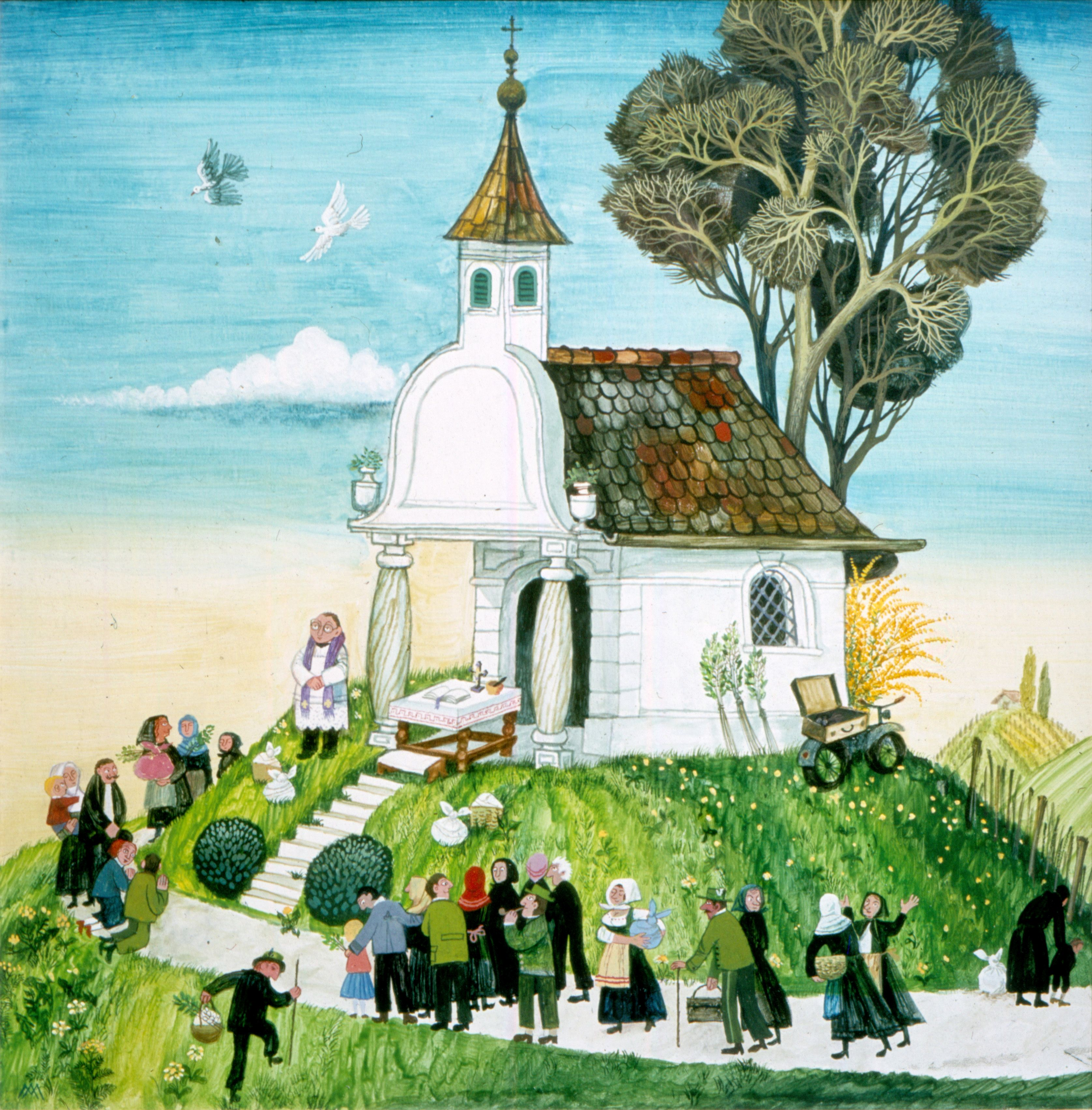
Gouache von Annelott und Hansjörg Swetina: Osterweihe in Kitzeck
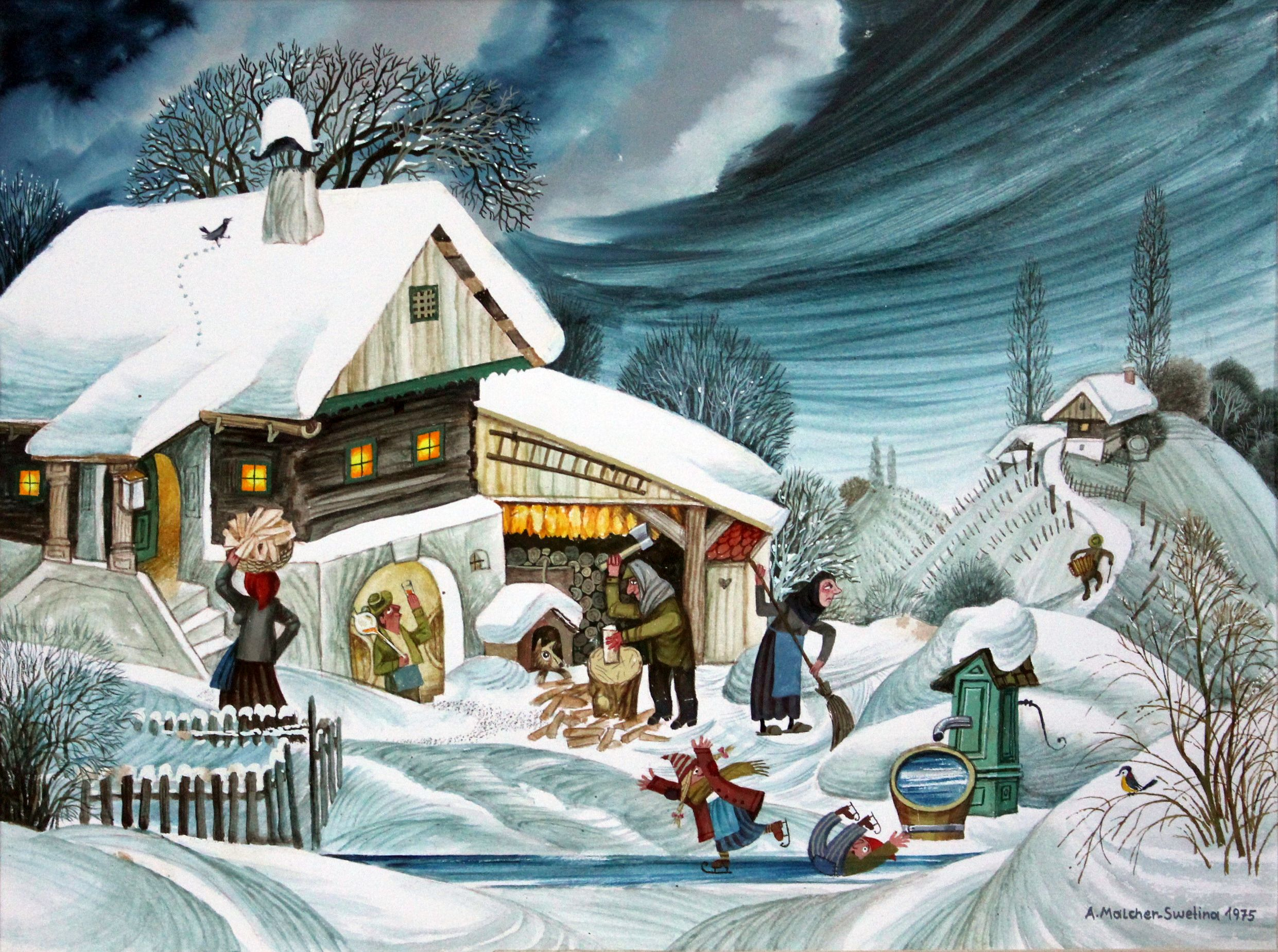
Gouache von Annelott und Hansjörg Swetina: Winterarbeiten in der Südsteiermark
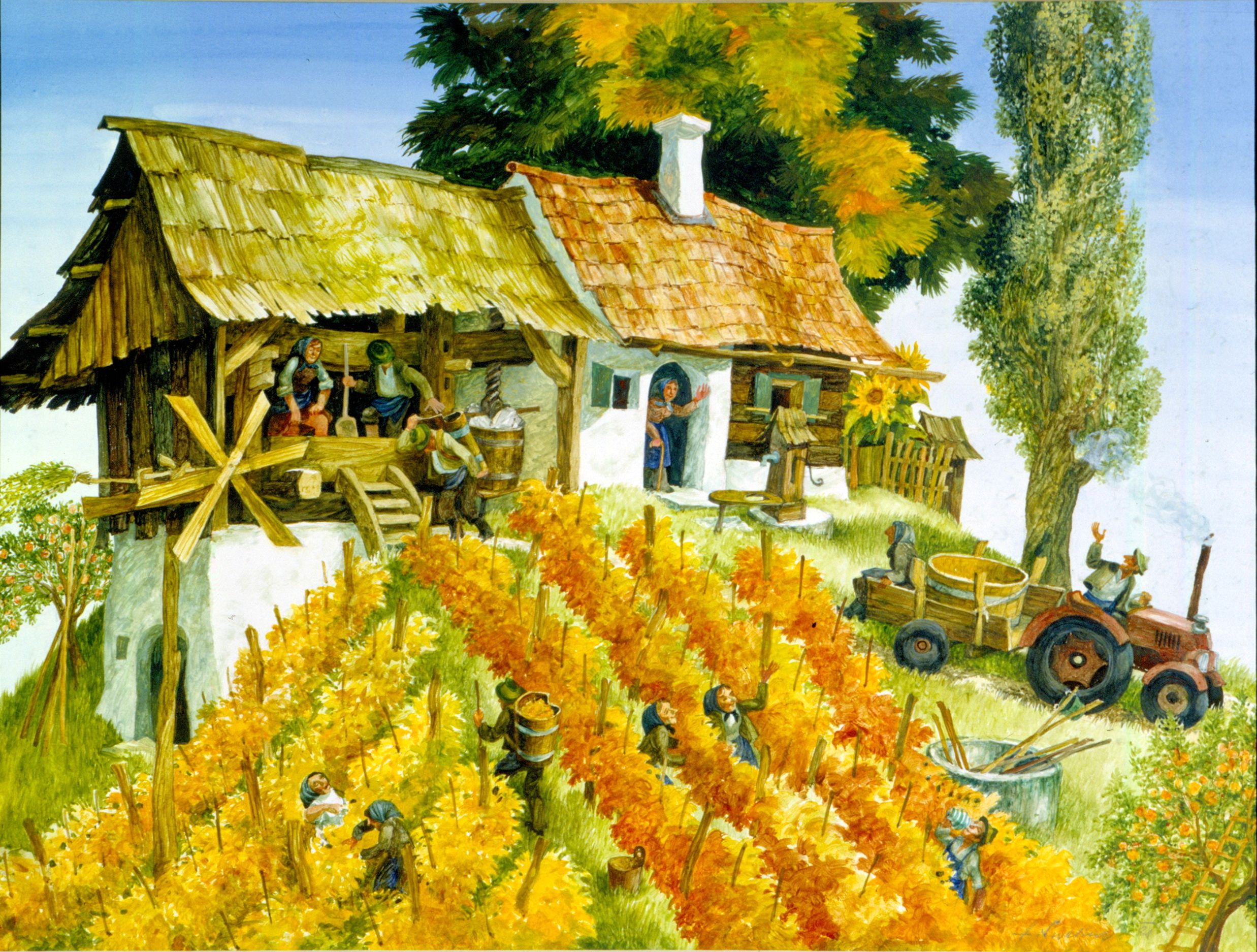
Gouache von Annelott und Hansjörg Swetina: Weinlese im Sausal

## Werke
- Zahlreiche Gebrauchsgraphische Arbeiten und frei geschaffene Arbeiten (Ölmalerei, Aquarelle, Graphiken …)
- Bildband Die Jahreszeiten - Das grosse Bilderbuch über die Lebensfreud´ im Steirischen Weinland (Autor und Illustrator Hansjörg Swetina), 144 S., Verlag Hansjörg und Annelott Swetina, Baden bei Wien, 2000, ISBN 978-3-9501616-0-1
- Im Mittelpunkt aber stand der Mensch (Autor und Illustrator Hansjörg Swetina), Verlag Hansjörg Swetina, Baden bei Wien 2017